# Европейски първенства
Европейски професионални футболни лиги (или ЕПФЛ) е футболна организация, призната от ФИФА и УЕФА, основана през 1997, под името Асоциация на висшите професионални футболни лиги в Европейския съюз. Членове на организацията са професионалните футболни лиги на следните държави: Австрия, Англия, Белгия, България, Германия, Гърция, Дания, Ирландия, Испания, Италия, Нидерландия, Норвегия, Португалия, Русия, Словения, Уелс, Украйна, Финландия, Франция, Швеция, Шотландия. Целта на организацията е да се грижи за интересите на футболните клубове членуващи в нея. От 27 юли 2007 и българската ПФЛ е член на организацията.